# 상장초등학교
상장초등학교는 대한민국 강원특별자치도 태백시에 있는 공립 초등학교이다.

## 학교 연혁
- 1977년 6월 8일 : 상장국민학교 설립인가
- 1979년 10월 2일 : 상장국민학교 개교
- 1981년 3월 10일 : 상장국민학교 병설 유치원 개원
- 1996년 3월 1일 : 상장초등학교로 개칭

## 참고 자료
- 상장초등학교 - 한국교육학술정보원 학교알리미